# N-Metylmorfolin-N-oxid
N-Metylmorfolin-N-oxid (NMMO), summaformel C5H11NO2, är en organisk förening. Detta heterocykliska aminoxid- och morfolinderivat används i organisk kemi som en samoxidant och offerkatalysator i oxideringsreaktioner till exempel i osmiumtetroxidoxideringar och Sharpless asymmetrisk dihydroxylering eller oxideringar med TPAP. NMMO tillhandahålls kommersiellt både som monohydrat C5H11NO2·H2O och som den vattenfria föreningen. Monohydratet används som lösningsmedel för cellulosa i lyocellprocessen för att producera cellulosafibrer.

## Användning

### Lösningsmedel för cellullosa
NMMO-monohydrat används som lösningsmedel i lyocellprocessen för att producera lyocellfiber. Det löser upp cellulosa för att bilda en lösning som kallas dope, och cellulosan återutfälls i ett vattenbad för att producera en fiber. Processen liknar men är inte analog med viskosprocessen. I viskosprocessen görs cellulosa löslig genom omvandling till dess xantatderivat. Med NMMO derivatiseras inte cellulosa utan löses upp för att ge en homogen polymerlösning. Den resulterande fibern liknar viskos, vilket observerades till exempel för Valonia- cellulosamikrofibriller. Utspädning med vatten gör att cellulosan återutfälls, det vill säga att solvatisering av cellulosa med NMMO är en vattenkänslig process.
Cellulosa förblir olösligt i de flesta lösningsmedel eftersom det har ett starkt och mycket strukturerat intermolekylärt vätebindningsnätverk, som motstår vanliga lösningsmedel. NMMO kan bryta vätebindningsnätverket som håller cellulosa olösligt i vatten och andra lösningsmedel. Liknande löslighet har erhållits i ett fåtal lösningsmedel, särskilt en blandning av litiumklorid i dimetylacetamid och vissa hydrofila joniska vätskor.

### Upplösning av skleroproteiner
En annan användning av NMMO är i upplösningen av skleroprotein (finns i djurvävnad). Denna upplösning sker i kristallområdena som är mer homogena och innehåller glycin- och alaninrester med ett litet antal andra rester. Hur NMMO löser upp dessa proteiner studeras knappast. Andra studier har emellertid gjorts i liknande amidsystem (det vill säga hexapeptid). Amidernas vätebindningar kan brytas av NMMO.

## Oxideringsmedel

Oxidering av enalken med osmiumtetroxid (0,06 eq.) and NMMO (1,2 eq.) i aceton/vatten 5:1 RT 12 timmar.

NMMO, som en N-oxid, är en oxidant. Det används vanligtvis i stökiometriska mängder som en sekundär oxidant (en samoxidant) för att regenerera en primär (katalytisk) oxidant efter att den senare har reducerats av substratet. Vicinala syn-dihydroxyleringsreaktioner skulle till exempel i teorin kräva stökiometriska mängder av toxisk, flyktig och dyr osmiumtetroxid, men om den kontinuerligt regenereras med NMMO kan den erforderliga mängden reduceras till katalytiska kvantiteter.